# Teoria d'invariants
La teoria invariant és una branca de l'àlgebra abstracta que tracta accions de grups sobre varietats algebraiques, com els espais vectorials, des del punt de vista del seu efecte sobre les funcions. Clàssicament, la teoria tractava la qüestió de la descripció explícita de les funcions polinomials que no canvien, o són invariants, sota les transformacions d'un grup lineal donat. Per exemple, si considerem l'acció del grup lineal especial SLn sobre l'espai de n per n matrius per multiplicació a l'esquerra, aleshores el determinant és un invariant d'aquesta acció perquè el determinant de AX és igual al determinant de X, quan A és en SLn.

## Introducció
Sigui {\displaystyle G} un grup, i {\displaystyle V} un espai vectorial de dimensions finites sobre un camp {\displaystyle k} (que en la teoria clàssica invariant s'assumia habitualment que eren els nombres complexos). Una representació de {\displaystyle G} en {\displaystyle V} és un homomorfisme de grup {\displaystyle \pi :G\to GL(V)}, que indueix una acció grupal de {\displaystyle G} activat {\displaystyle V}. Si {\displaystyle k[V]} és l'espai de les funcions polinomials {\displaystyle V}, després l'acció grupal de {\displaystyle G} activat {\displaystyle V} produeix una acció sobre {\displaystyle k[V]} mitjançant la fórmula següent:
{\displaystyle (g\cdot f)(x):=f(g^{-1}(x))\qquad \forall x\in V,g\in G,f\in k[V].}
Amb aquesta acció és natural considerar el subespai de totes les funcions polinomials que són invariants sota aquesta acció de grup, és a dir, el conjunt de polinomis tal que {\displaystyle g\cdot f=f} per a tots {\displaystyle g\in G}. Es denota aquest espai de polinomis invariants {\displaystyle k[V]^{G}}.
Primer problema de la teoria invariant: és {\displaystyle k[V]^{G}} una àlgebra finitament generada {\displaystyle k}?
Per exemple, si {\displaystyle G=SL_{n}} i {\displaystyle V=M_{n}} l'espai de matrius quadrades, i l'acció de {\displaystyle G} activat {\displaystyle V} ve donat per la multiplicació de l'esquerra, doncs {\displaystyle k[V]^{G}} és isomorf a un àlgebra polinomial en una variable, generada pel determinant. En altres paraules, en aquest cas, cada polinomi invariant és una combinació lineal de potències del polinomi determinant. Així, en aquest cas, {\displaystyle k[V]^{G}} es genera finitament {\displaystyle k}.
Si la resposta és sí, la següent pregunta és trobar una base mínima i preguntar-se si el mòdul de relacions polinomials entre els elements de base (conegut com a syzygies) es genera finitament sobre {\displaystyle k[V]}.
La teoria invariant de grups finits té connexions íntimes amb la teoria de Galois. Un dels primers resultats principals va ser el teorema principal sobre les funcions simètriques que descrivia els invariants del grup simètric. {\displaystyle S_{n}} actuant sobre l'anell polinomial {\displaystyle R[x_{1},\ldots ,x_{n}} ] per permutacions de les variables. De manera més general, el teorema de Chevalley–Shephard–Todd caracteritza grups finits l'àlgebra dels invariants dels quals és un anell polinomial. La investigació moderna en teoria invariant de grups finits emfatitza els resultats "eficaços", com ara els límits explícits dels graus dels generadors. El cas de la característica positiva, ideològicament proper a la teoria de la representació modular, és una àrea d'estudi actiu, amb vincles a la topologia algebraica.
La teoria invariant de grups infinits està inextricablement lligada amb el desenvolupament de l'àlgebra lineal, especialment, les teories de les formes quadràtiques i els determinants. Un altre tema amb una forta influència mútua va ser la geometria projectiva, on s'esperava que la teoria invariant tingués un paper important en l'organització del material. Un dels aspectes més destacats d'aquesta relació és el mètode simbòlic. La teoria de representació de grups de Lie semisimple té les seves arrels en la teoria invariant.
El treball de David Hilbert sobre la qüestió de la generació finita de l'àlgebra dels invariants (1890) va donar lloc a la creació d'una nova disciplina matemàtica, l'àlgebra abstracta. Un article posterior de Hilbert (1893) va tractar les mateixes qüestions d'una manera més constructiva i geomètrica, però va romandre pràcticament desconeguda fins que David Mumford va tornar a la vida aquestes idees als anys seixanta, d'una forma considerablement més general i moderna, en el seu invariant geomètric. teoria. En gran manera, a causa de la influència de Mumford, es considera que el tema de la teoria invariant abasta la teoria de les accions de grups algebraics lineals sobre varietats afins i projectives. Gian-Carlo Rota i la seva escola han desenvolupat una línia diferent de la teoria invariant, que es remunta als mètodes constructius i combinatoris clàssics del segle XIX. Un exemple destacat d'aquest cercle d'idees el dóna la teoria dels monomis estàndard.

## Exemples
Exemples senzills de teoria invariant provenen de calcular els monomis invariants a partir d'una acció grupal. Per exemple, considereu el {\displaystyle \mathbb {Z} /2\mathbb {Z} } -acció sobre {\displaystyle \mathbb {C} [x,y]} enviant
{\displaystyle {\begin{aligned}x\mapsto -x&&y\mapsto -y\end{aligned}}}
Aleshores, des de {\displaystyle x^{2},xy,y^{2}} són els monomis de grau més baix que són invariants, tenim això
{\displaystyle \mathbb {C} [x,y]^{\mathbb {Z} /2\mathbb {Z} }\cong \mathbb {C} [x^{2},xy,y^{2}]\cong {\frac {\mathbb {C} [a,b,c]}{(ac-b^{2})}}}
Aquest exemple és la base per fer molts càlculs.